# VI. Igre malih europskih država – Luksemburg 1995.
VI. Igre malih europskih država održane su od 29. svibnja do 3. lipnja 1995. u Luksemburgu.

## Tablica odličja
zemlja domaćin (Luksemburg)